# Ennio De Concini
Ennio De Concini (* 9. Dezember 1923 in Rom; † 17. November 2008 ebenda) war ein italienischer Drehbuchautor.

## Leben
De Concini war bereits in jungen Jahren Assistent von Vittorio De Sica und begann 1947 seine fruchtbare Karriere als Drehbuchautor. Seine zahlreichen Arbeiten umspannen die gesamte Bandbreite der italienischen Filmindustrie; unter den fast 170 Filmen, an denen er mitarbeitete, finden sich viele Klassiker. Für Scheidung auf italienisch, der 1961 unter der Regie von Pietro Germi entstand, erhielt Concini im Jahr 1963 den Oscar für das beste Originaldrehbuch. Eines seiner Verdienste liegt darin, dass er ernste Stoffe und kommerzielle Genreware gleich behandelte. So war er an zwei grundlegenden Werken des Abenteuer- (Die unglaublichen Abenteuer des Herkules) wie des Horrorfilms (Die Stunde, wenn Dracula kommt) beteiligt. Ab 1982 arbeitete er verstärkt für das Fernsehen, dreimal führte er selbst Regie; einige Male war er auch als Produzent tätig.

## Filmografie (Auswahl)
- 1952: Engel aus der Kellerwohnung (Gli angeli del quartiere)
- 1953: Die Sieben vom Großen Bären (I sette dell'orsa maggiore)
- 1954: Die Fahrten des Odysseus (Ulisse)
- 1954: Semiramis, die Kurtisane von Babylon (La cortigiana di Babilonia)
- 1954: Torpedomänner greifen an (Siluri umani)
- 1956: London ruft Nordpol (Londra chiama polo nord)
- 1957: Keine Schonzeit für Blondinen (La ragazza del Palio)
- 1957: Der Schrei (Il grido)
- 1958: Aufstand der Gladiatoren (La rivolta dei gladiatori)
- 1958: Heimweh, Stacheldraht und gute Kameraden (Gli Italiani sono matti)
- 1958: Herkules und die Königin der Amazonen (Ercole e la regina di Lidia)
- 1958: Kanonenserenade (Pezzo, capopezzo e capitano)
- 1958: Die unglaublichen Abenteuer des Herkules (Le fatiche di Ercole)
- 1959: Die Legionen des Cäsaren (Le legioni di Cleopatra)
- 1959: Die letzten Tage von Pompeji (Gli ultimi giorni di Pompei)
- 1959: Unter glatter Haut (Un maledetto imbroglio)
- 1960: Die lange Nacht von 43 (La lunga notte del '43)
- 1960: Maciste, der Rächer der Pharaonen (Maciste nella valle dei re)
- 1960: Messalina (Messalina Venere imperatrice)
- 1960: Das Schwert des roten Giganten (I giganti della Tessaglia)
- 1960: Die Stunde, wenn Dracula kommt (La maschera del demonio)
- 1960: Ursus im Reich der Amazonen (La regina delle amazzoni)
- 1961: Der Koloß von Rhodos (Il colosso di Rodi)
- 1961: Konstantin der Große (Costantino il grande)
- 1961: Romulus und Remus (Romolo e Remo)
- 1961: Scheidung auf italienisch (Divorzio all'italiana)
- 1962: Die dritte Dimension (Le Couteau dans la plaie)
- 1962: Jessica
- 1962: Kadmos – Tyrann von Theben (Arrivano i titani)
- 1962: Maciste, der Rächer der Verdammten (Maciste all'inferno)
- 1965: Spione unter sich (The Dirty Game)
- 1966: Rembrandt 7 antwortet nicht
- 1966: Siebzehn Jahr, blondes Haar
- 1968: Der Bastard (I bastardi)
- 1970: Der feurige Pfeil der Rache (L'arciere di fuoco)
- 1972: Blaubart (Barbe bleu)
- 1973: Hitler – Die letzten zehn Tage (Hitler: The Last Ten Days) (auch Regie)
- 1975: Verdammt zu leben – verdammt zu sterben (I quattro dell'apocalisse)
- 1976: Salon Kitty
- 1976: Die verrückten Reichen (Folies bourgeoises)
- 1978: Amore, piombo e furore
- 1978: Schöner Gigolo, armer Gigolo
- 1983: Copkiller
- 1984–1986: Allein gegen die Mafia (La piovra) (Fernseh-Serie, 2 Staffeln)
- 1985: Quo Vadis? (Quo vadis?) (Fernseh-Miniserie)
- 1986: Teufel im Leib (Diavolo in corpo)
- 1990: Spatzi, Fratzi & Co. (C'era un castello con 40 cani)
- 1990: Marco – Über Meere und Berge (Dagli Appennini alle Ande)